# Ольборзька хартія
Ольборзька хартія «Міста Європи на шляху до сталого розвитку» схвалена учасниками Європейської конвенції зі сталого розвитку великих і малих міст Європи в м. Ольборг, Данія в 1994 році.
Ольборзька хартія підписана 80-ма європейськими органами місцевої влади і 253-ма представниками міжнародних організацій, національних урядів, наукових інститутів, консультантами і приватними особами.
Хартія зобов'язує представників великих і малих міст Європи розпочати процес підготовки місцевого «Порядку денного на XXI століття» та розробити довгострокові плани дій щодо переходу до сталого розвитку.